# Hôtel de Heeswyck
L'hôtel de Heeswyck est un ancien hôtel particulier situé en Belgique à Liège, aux nos 110, 112 et 114 de la rue Sainte-Marguerite. Le bâtiment est actuellement occupé par un établissement scolaire.

## Historique et origine du nom
La construction de l'hôtel de Heeswyck a été réalisée en 1726 pour son premier propriétaire, Henri de Heeswyck. L'inscription aujourd'hui à peine lisible au fronton de la façade est un chronogramme rappelant l'année de construction et le nom du propriétaire : fIt sVMptIbVs henrICI De heesWIJCk. Fit sumptibus Henrici de Heeswijck est une phrase en latin signifiant : (Maison) érigée (grâce) aux dépenses de Henri de Heeswyck.

## Situation
Cet ancien hôtel de maître se situe aux nos 110, 112 et 114 de la rue Sainte-Marguerite, artère au riche patrimoine architectural du centre de la ville de Liège. L'immeuble est situé en face de la rue des Fontaines-Roland.

## Description

### Façade principale
La façade principale de ce bâtiment symétrique construit en brique et pierre calcaire compte cinq travées et trois niveaux (deux étages) pour les travées centrales. Le soubassement est en pierre calcaire. Les trois travées centrales, en léger ressaut, sont surmontées d'un fronton triangulaire. Sur les deux travées latérales, les linteaux des baies du rez-de-chaussée en pierre de taille rejoignent les allèges des baies de l'étage en formant des fleurs de lys.

### Portail
Placé à gauche de la façade principale sur une travée plus basse, le portail avec arc en plein cintre possède une clé de voûte ornée par une sculpture en relief. Le portail d'entrée est surmonté d'un petit balcon avec garde-corps en fer forgé aux lignes droites et courbes au centre desquelles apparaissent les initiales HH du premier propriétaire. Deux pommes de pin sculptées dans la pierre se dressent de part et d'autre de ce balcon. Cette travée est limitée par des harpes d'angle en pierre calcaire.

### Aile perpendiculaire
À l'arrière de la façade principale, se trouve une aile perpendiculaire d'une longueur d'environ 25 mètres remaniée au cours du XVIIIe siècle.

## Classement
L'hôtel de Heeswyck (façade et toiture) est classé au Patrimoine immobilier de la Région wallonne en 1983.

## Activités
L'immeuble abrite l'école de Beauvoir et le centre d'enseignement communal secondaire Léonard Defrance.